# Stadtverkehr in Hallein
Der Stadtverkehr in Hallein besteht aus zwei Autobuslinien ohne eigene Corporate Identity.

## Geschichte
Ursprünglich wurde der Stadtverkehr vom Bahnbus betrieben, der 2005 im Postbus aufging. 
Die Linie 45 wurde mit Schulbeginn am 9. September 2019 gemeinsam mit der Linie 175 eingeführt. Sie sollen das Rifer Sportzentrum besser an Salzburg und Hallein anbinden. Nach dem Rückzug des ursprünglichen Betreibers, der Fa. Blaguss/Vorderegger, aus Salzburg wurde der Betrieb durch die Fa. Krautgartner übernommen. Mit Fahrplanwechsel im Dezember 2023 wurde die Linie 45 durch eine Verlängerung der Linie 35 ersetzt.
Durch die Ausschreibung des Linienbündels Hallein übernahm ab Fahrplanwechsel im Dezember 2023 die Fa. Breuss (SAD Austria) den Stadtverkehr.

## Linien

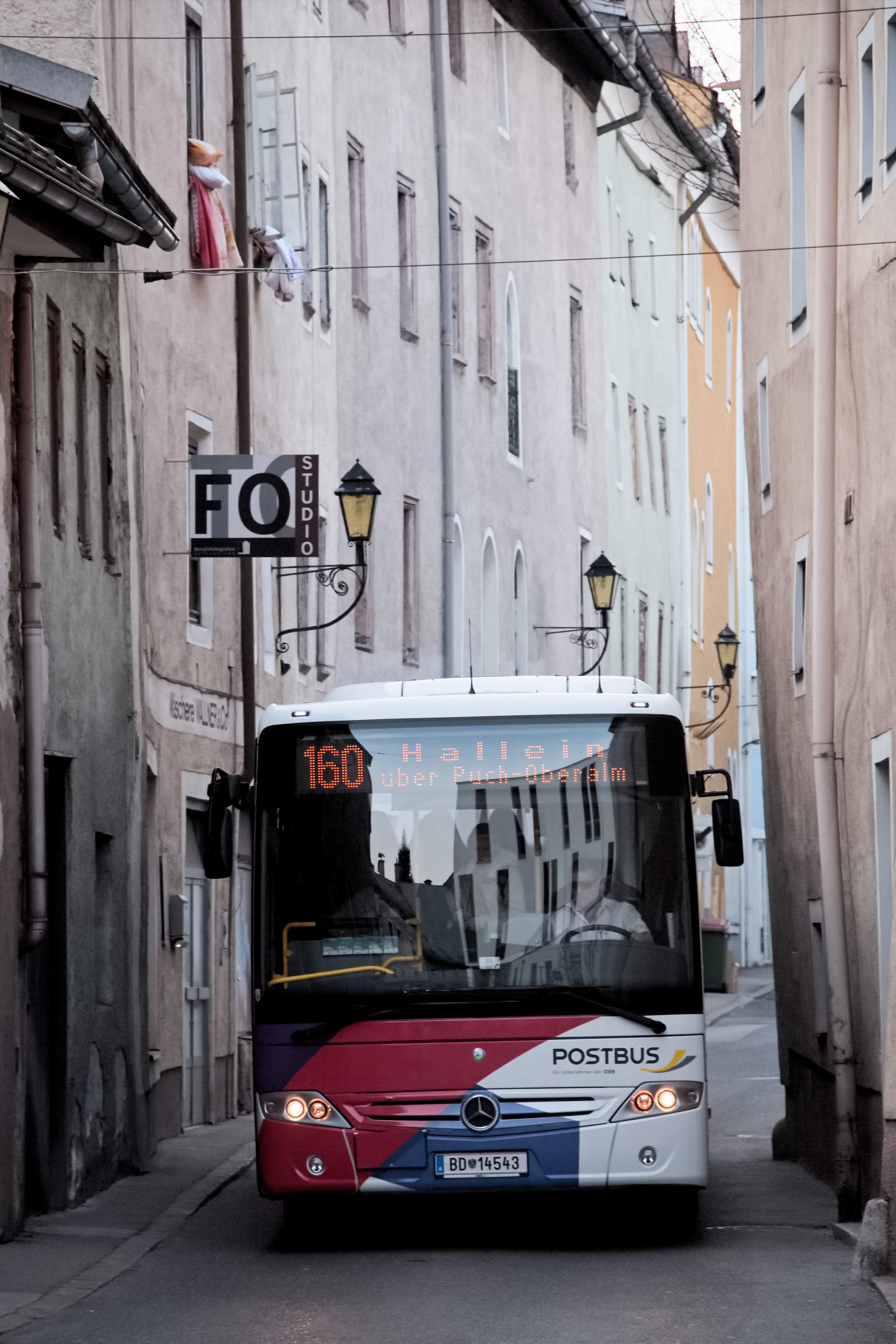
Postbus-Fahrzeug im Linienbetrieb in der Halleiner Altstadt

Der Stadtverkehr in Hallein setzt sich aus folgenden Autobuslinien zusammen:
- 41 (werktags: 30') – Krankenhaus – Bahnhof – Bad Dürrnberg[3]
- 42 (werktags: 30') – Neualm – Bahnhof – Bad Vigaun[4]
- 45 (werktags: 60') – Rif – Rehhof – Zentrum – Krankenhaus[5]

Die Linien des Stadtverkehrs verknüpfen die Halleiner Stadtteile mit den Umsteigeknoten des Salzburger Verkehrsverbundes, welche auch mit Überlandbussen und Regionalverkehrszügen angebunden sind.